# Kremlmurens nekropolis
Begravelser i Kremlmurens nekropolis i Moskva begyndte i november 1917, da 240 pro-bolsjevikiske ofre for Oktoberrevolutionen blev begravet i massegrave på Den Røde Plads. Den er centreret på begge side af Lenins mausoleum, oprindeligt opført i træ i 1924 og genopført i granit i 1929–1930. Efter den sidste massebegravelse i 1921 blev begravelser på Den Røde Plads reserveret som en sidste ære for bemærkelsesværdige politikere, militære ledere, kosmonauter og videnskabsfolk. Siden 1925–1927 foretages begravelser ikke i jorden, men foregår som bisættelse af kremeret aske i selve Kremlmuren. Eneste undtagelse er Mikhail Kalinins begravelse i 1946. Traditionen med at begrave sovjetiske honoratiores på Den Røde Plads ophørte med Konstantin Tjernenko i marts 1985. Kremlmurens nekropolis har været et beskyttet mindesmærke siden 1974.
| Tidslinje for begravelser på Den Røde Plads |
| ------------------------------------------- |
|                                             |